# جويدو ريني
جويدو ريني (بالإيطالية: Guido Reni)‏ وهو رسام إيطالي من العصر الباروكي ولد في يوم 4 نوفمبر 1575 في مدينة بولونيا في إيطاليا وتوفي في يوم 18 أغسطس 1642.

## روابط خارجية
- جويدو ريني على موقع الموسوعة البريطانية (الإنجليزية)
- جويدو ريني على موقع ميوزك برينز (الإنجليزية)
- جويدو ريني على موقع إن إن دي بي (الإنجليزية)
- جويدو ريني على موقع ديسكوغز (الإنجليزية)